# 満洲派 (朝鮮労働党)
満洲派（まんしゅうは、英語：Manchurian Faction）は、朝鮮民主主義人民共和国（北朝鮮）の支配政党である朝鮮労働党の派閥のひとつ。
金日成が領袖を務めた。北朝鮮の権力抗争において、1950年代から1960年代にかけて対抗する諸派閥の粛清に成功し、「唯一思想体系」を確立した。独立・建国を目指していた朝鮮地域から見て国外である満洲（中国東北部）とソ連領土を拠点に活動していた為、国外パルチザン派と呼ばれた。
母体となった東北抗日聯軍を通じ、建国後も数十年間、同盟関係にあった甲山派（国内パルチザン派）と一括り（或いは甲山派粛清・歴史抹消後、東北抗日聯軍時代の抗日功績独占を意図）の上でパルチザン派とも呼ばれる。

## 歴史

### 前史
1930年代、満洲において中国共産党指揮下の東北抗日聯軍に参加し、抗日パルチザン闘争を展開していた朝鮮人共産主義者たちがルーツである。満洲における活動が困難になった1940年に、彼らは更にソ連領に逃れ、元東北抗日聯軍司令官の周保中指揮下でソ連軍傘下の第88独立狙撃旅団に編成された。
なお、1930年代に日本領（当時）朝鮮地域北端に位置する甲山郡を中心として、東北抗日聯軍参加を通じ金日成と連携して活動していたグループがいた。のちに甲山派と呼ばれるこのグループは、「国内派」（朝鮮の域内で活動した左右各派グループの総称）の一角を占めていたが、満洲派に近い位置にあった。

### ソ連占領下の北部朝鮮
1945年9月、金日成らはソ連占領下の北部朝鮮に帰国した。ソ連軍は占領地に独自の権力機構の構築を図り、10月8日に北朝鮮臨時人民委員会（のちに北朝鮮五道行政局、委員長：曺晩植）を設立した。朝鮮では朴憲永を中心にソウルで朝鮮共産党が再建されていたが、10月13日には「朝鮮共産党北部朝鮮分局」という形で北部朝鮮の党組織が結成された。
「解放」直後の北部朝鮮には、金日成ら満洲派、ソ連軍が呼び寄せた朝鮮系ソ連人（ソ連派）、中国共産党の指導下にあった延安派、「国内派」と呼ばれる朴憲永派（南労党派）、同じ「国内派」でも北部を基盤に活動していた人々など、さまざな経歴を持つ人物が集まった。ソ連占領軍は、共産党を中心とする人民戦線型の国家建設を目指していたとされる。
1945年12月、朝鮮共産党北部朝鮮分局は金日成を責任秘書（書記長に相当する）として選出した。このとき延安派からは武亭が幹部部長に、ソ連派からは許哥誼が組織副部長に就任しており、海外組が連携して国内派を抑える形となった。北部朝鮮分局はやがて北朝鮮共産党として改変される。1946年2月には北朝鮮臨時人民委員会（委員長：金日成）が設立された。ここに、金日成が党と行政のトップを兼ねることとなった。
1946年7月、北朝鮮共産党は朝鮮新民党と合同して北朝鮮労働党が発足。委員長は新民党から金枓奉が選出されたが、副委員長のひとりである金日成が実質的な代表であった。
1948年9月、朝鮮民主主義人民共和国が建国される。1949年には北朝鮮労働党と南朝鮮労働党が合同し、朝鮮労働党が発足する。

### 北朝鮮の権力抗争
1950年6月25日、武力統一を図った朝鮮人民軍は南への攻撃を開始し、朝鮮戦争が勃発する。この戦争のさなかの1950年11月、金日成は延安派の有力者であった武亭に敗退の責任を負わせ排除、さらに1951年11月には、ソ連派の中心人物であった許哥誼を「懲罰主義」であるとして攻撃した（許哥誼はのちに自殺、もしくは飲酒運転を強要され交通事故死したとされる）。1953年には朴憲永をはじめとする南労党派にアメリカのスパイとの罪状を負わせて粛清した。
1956年にフルシチョフによるスターリン批判が行われ、北朝鮮でも金日成個人崇拝への批判があらわれた。延安派・ソ連派は金日成に挑戦するも失敗し、満洲派・甲山派の反撃（カウンター・クーデター）によってその勢力は一掃された（八月宗派事件）。
1967年には甲山派も「マグチャビ（「一網打尽」を意味する朝鮮語）」と称される大粛清を受け、満洲派の権力独占が完成した。唯一思想体系を採択すると金日成に対する個人崇拝が強化された。

### 後継問題を巡る派内闘争
呉振宇を中心とした穏健グループと許鳳学・金昌奉・崔光・石山・金光侠らを中心とした強硬グループに分かれ（但し、両グループとも金日成は信奉）、最終的に金日成の支持を得る事に成功した穏健グループが勝利する。金日成の後継者の座を巡り、金正日の競合相手となっていた金平一（金正日の異母弟）の後ろ盾に就いていた（名誉回復を果たし、政権・軍中枢に復帰していた）崔光ら複数の軍高官幹部自宅軟禁、および（八月宗派事件で所属派閥「ソ連派」を裏切り、権力中枢にて延命に成功していた）南日が急死（公式には交通事故死とされている）するなど諸処の動向を経て、やがて1980年代に金日成の息子の金正日を後継者として確定した。これより以前に金日成の後継者筆頭候補であった金英柱（金日成より8歳年下の実弟）は、1971年に隣国である中国で発生した林彪事件（最高権力者「毛沢東」の後継者と公式に認められていた中国共産党有力幹部林彪が、権力禅譲を待ちきれずに暴走、クーデター未遂を起こした後、国外逃亡を図り、逃走航空機にて墜落死した事件）を受け、立場が似ていた為に金日成より北朝鮮版「林彪」候補と猜疑心を買い、後継者候補白紙化・求心力低下を経て、家族の身の安全を図る為、政界引退・地方へ隠居していた。
1994年の金日成の死去、金正日が朝鮮労働党中央委員会総書記に就任後は死去や引退などによる世代交代により、満洲派出身の幹部は殆ど居なくなった。

## 主要なメンバー
- 金日成（リーダー）
- 崔庸健
- 金策
- 金一
- 朴成哲
- 李鐘玉
- 呉振宇
- 李乙雪
- 林春秋
- 金東奎
- 呉白龍
- 李斗益
- 金光侠
- 崔賢
- 姜健
- 徐哲

## 註
1. ↑  平井（2011年）では「パルチザン派」を用いている。